# Ramón Álvarez Goldsack
Ramón Jesús Álvarez Goldsack (Valparaíso, 25 de abril de 1901-Santiago, 22 de febrero de 1997) fue un militar y político chileno, intendente provincial y alcalde de Santiago durante la presidencia de Jorge Alessandri.

## Biografía
Hijo de Ramón Álvarez Beltrán y de Lucrecia Goldsack Navarro. Realizó sus primeros estudios en el Liceo de Hombres de Concepción. El 12 de febrero de 1915 ingresó a la Escuela Militar del Libertador Bernardo O'Higgins, en donde logró el grado de teniente 2.° de artillería (1918).
En 1924 contrajo matrimonio con María Amalia de la Barra. En 1989 se casó en segundas nupcias con Silvia Silva Saavedra.
El 29 de diciembre de 1933 se trasladó a prestar servicios en el Ejército de Colombia. Posteriormente se desempeñó como profesor en diversas instituciones militares en Chile. En 1944 fue nombrado director de la Escuela Militar Bernardo O'Higgins. Se retiró del Ejército en 1946, y se le otorgó el título de general de brigada en 1956.

## Carrera política
En 1952 creó el Movimiento Nacional del Pueblo como una agrupación de independientes que apoyaba la candidatura presidencial de Carlos Ibáñez del Campo. Al año siguiente dicho partido logró un escaño en la Cámara de Diputados, el cual perdió en las elecciones de 1957.
En 1958 creó el partido político Comandos Populares para apoyar la candidatura presidencial de Jorge Alessandri. Una vez electo, el 31 de octubre de 1958 fue designado por Alessandri como intendente y alcalde de Santiago, desempeñando ambos cargos de manera paralela.
El 29 de agosto de 1964 fue destituido del cargo de intendente de la provincia de Santiago, en vísperas de la elección presidencial que se desarrollaría el 4 de septiembre, siendo sucedido por el general Alfredo Hoyos Candina. Se acusó que Álvarez Goldsack estaría realizando campaña a favor del candidato socialista Salvador Allende. Sin embargo, continuó en el cargo de alcalde hasta la asunción de Manuel Fernández Díaz como nueva autoridad municipal.
En las elecciones de 1965 perdió su candidatura a diputado. Posteriormente su partido Comandos Populares fue disuelto y se integró con sus colaboradores y militantes al partido político Acción Nacional, el cual al año siguiente (1966) fue uno de los fundadores del Partido Nacional.[cita requerida]

## Historial militar
- 1915: Cadete de la Escuela Militar[9]
- 1918: Teniente 2.º de Ejército
- 1921: Teniente 1.º
- 1927: Capitán
- 1935: Mayor
- 1939: Teniente Coronel
- 1944: Coronel
- 1956: General de Brigada